# رافائل بیانکو
رافائل بیانکو (انگلیسی: Raffaele Bianco؛ زادهٔ ۲۵ اوت ۱۹۸۷) بازیکن فوتبال اهل ایتالیا است.
از باشگاه‌هایی که در آن بازی کرده‌است می‌توان به باشگاه فوتبال کارپی، باشگاه فوتبال پروجا، باشگاه فوتبال اسپتزیا، باشگاه فوتبال مودنا، باشگاه فوتبال یوونتوس، باشگاه فوتبال پیاچنزا، باشگاه فوتبال باری، و باشگاه فوتبال بنونتو اشاره کرد.